# Stephen Groombridge
Stephen Groombridge, född den 7 januari 1755, död den 30 mars 1832, var en engelsk astronom.
Groombridge ägnade sig ända till 1815 åt handel. Redan vid unga år fattade han intresse för astronomin och byggde sig i Goudhurst, där han bodde, ett litet observatorium. År 1802 flyttade han till Blackheath (inte långt från London), där han uppställde en meridiancirkel tillverkad av Edward Troughton. Med detta instrument verkställde han 1806–1823 de iakttagelser, som ligger till grund för hans, av George Biddell Airy 1838 utgivna, synnerligen goda Catalogue of circumpolar stars reduced to Jan. 1, 1810, vilken innehåller orter för över 4 000 stjärnor mellan 40° deklination och polen. Han utförde även undersökningar över den astronomiska refraktionen. Trots att Groombridge inte hade någon egentlig matematisk underbyggnad, var han en framstående praktisk astronom, skicklig både som observatör och räknare.

## Eftermäle
Asteroiden 5657 Groombridge är uppkallad efter Stephen Groombridge.